# Пісочна Лосевка
Пісо́чна Ло́севка (рос. Песочная Лосевка, ерз. Песочная Лосевка) — село у складі Краснослободського району Мордовії, Росія. Входить до складу Новокарьгинського сільського поселення.
Населення — 54 особи (2010; 79 у 2002).
Національний склад (станом на 2002 рік):
- росіяни — 100 %